# از خودگذشتگی (فیلم ۱۹۴۶)
از خودگذشتگی (انگلیسی: Devotion) فیلمی در ژانر زندگینامه‌ای و درام به کارگردانی کرتیس برنهارت است که در سال ۱۹۴۶ منتشر شد.
این فیلم داستانی خیالی از زندگی خواهران برونته می‌باشد.

## بازیگران
- آیدا لوپینو در نقش امیلی برونته
- پل هنرید
- اولیویا دی هاویلند در نقش شارلوت برونته
- سیدنی گرین‌استریت در نقش ویلیام تاکری
- نانسی کولمن در نقش آن برونته
- آرتور کندی
- می ویتی
- بیلی بوان
- دوریس لوید
- فورستر هاروی
- مونتاگو لاو
- اودت میرتیل
- کرافورد کنت
- والیس کلارک